# Dieter Wendland
Dieter Wendland (* 31. Oktober 1950 in Sendenhorst; † 13. Juli 2024 in Kiel) war ein deutscher Fußballspieler und -trainer. Der Mittelfeldspieler absolvierte bei Holstein Kiel von 1978 bis 1981 in der 2. Fußball-Bundesliga 107 Zweitligaspiele und erzielte 18 Tore erzielt. Dazu kamen 149 Ligaspiele mit 21 Toren in der Amateuroberliga Nord, womit der spätere Trainer und Funktionär mit insgesamt 256 Ligaspielen und 39 Toren zu den Rekordspielern von Holstein Kiel zählt.

## Sportlicher Werdegang
Dieter Wendland, er hatte die Jugend- wie auch die Amateurmannschaft der „Störche“ durchlaufen, gehörte ab 1974/75 der 1. Mannschaft von Holstein Kiel an, nachdem der Klub die Qualifikation für die neu geschaffene 2. Bundesliga verpasst hatte und in der als dritthöchsten Spielklasse wieder eingeführten Oberliga Nord antrat. Seine ersten zwei Oberligaspiele bestritt Wendland am 33. und 34. Rundenspieltag gegen Concordia Hamburg (0:0) und beim 6:0-Heimerfolg am 11. Mai 1974 gegen den Heider SV. Ab der folgenden Runde gehörte er der Stammelf von Holstein an. Nach Plätzen im mittleren Tabellenbereich qualifizierte er sich mit der Mannschaft in der Spielzeit 1976/77 für die Aufstiegsrunde zur 2. Bundesliga, als Dritter hinter Rot-Weiß Lüdenscheid und dem Siegburger SV 04 wurde der Aufstieg jedoch verpasst. In der folgenden Spielzeit stand die von Gerd Koll betreute Mannschaft um Mannschaftskapitän Wendland auch regelmäßig auf einem der drei ersten Ränge, die zur direkten Qualifikations zur Aufstiegsrunde berechtigten. Nach Niederlagen in den letzten vier Spielen rutschte sie jedoch auf den vierten Tabellenplatz ab, so dass eine Entscheidungsrunde gegen den Zweiten der Westfalenmeisterschaft, den 1. FC Paderborn, über die Teilnahme entscheiden musste. Nach Unentschieden in Hin- und Rückspiel musste ein Entscheidungsspiel auf neutralem Platz entscheiden, bei dem die Störche sich erst im Elfmeterschießen durchsetzten. Ebenso eng war die Aufstiegsrunde, erst am letzten Spieltag sicherte sich der Klub mit einem 1:0-Erfolg über Wacker 04 Berlin durch einen Treffer von Wulf-Dieter Hansen den Aufstieg.
In der 2. Bundesliga gehörte Wendland in den folgenden drei Jahren zu den Stammkräften des Klubs und bestritt insgesamt 107 Zweitligapartien, in denen er 18 Treffer erzielte. Im DFB-Pokal 1978/79 sorgte die Mannschaft ebenfalls für Furore, als sie das Achtelfinale erreichte, Wendland trat dabei beim Drittrundenspiel gegen den Karlsruher SC, das mit einem 5:2-Erfolg endete, als zweifacher Torschütze in Erscheinung. Gegen den Bundesligisten 1. FC Nürnberg schied die Mannschaft jedoch mit einer deutlichen 1:7-Schlappe aus dem Wettbewerb aus. Am Ende der Spielzeit 1980/81 reichte ein 19. Tabellenplatz nicht mehr zum Klassenerhalt, insbesondere da die Nord- und Südstaffeln der deutschen Unterklasse zusammengelegt wurden. Bis 1983 lief Wendland anschließend noch unter Trainer Emanuel von Soden in der Oberliga für den Klub auf.
Nach einem schwachen Start in die Spielzeit 1984/85 wurde von Soden von seinem Traineramt entbunden und der bisherige Co-Trainer Wendland übernahm die Betreuung der Mannschaft. Da sich auch unter seiner Leitung kein nachhaltiger Erfolg einstellte, wurde er seinerseits kurz vor Jahresende durch Werner Bannasch ersetzt.
Seit 2018 gehörte Wendland dem Vorstand des „Traditionsclubs der KSV Holstein“ als Schriftführer an.